# Dhaskalión
Dhaskalión (Daskaleio) är en ort i Grekland.   Den ligger i prefekturen Nomarchía Anatolikís Attikís och regionen Attika, i den sydöstra delen av landet, 30 km sydost om huvudstaden Aten. Dhaskalión ligger 71 meter över havet och antalet invånare är 123.
Terrängen runt Dhaskalión är huvudsakligen kuperad, men åt sydost är den platt. Havet är nära Dhaskalión österut.  Närmaste större samhälle är Artémida, 16,1 km norr om Dhaskalión. 